# Cicreu
Na mitologia grega, Cicreu (em grego clássico: υχρεύς) foi um rei da ilha de Salamina. Era filho do deus Posídon e da ninfa Salamima, filha da potamoi Asopo e Metope. Salamina foi raptada por um deus e levada para a ilha de Salamina, que recebeu o nome em sua homenagem.
Existem vários relatos sobre Cicreu, entre estes crê-se que ele:
- Lutou contra um(a) dragão/serpente que aterrorizava a ilha de Salamina e ao neutralizar a ameaça tornou-se rei de Salamina.[1][2]
- Antes de se tornar rei da ilha de Salamina, criou uma um(a) dragão/serpente () como animal de estimação que após indulgenciar numa matança foi expulso ou capturado por Euríloco, que o entregou a Deméter, uma deusa que o guardou para si própria.[5][6]
- Era conhecido como "o dragão" devido ao seu carácter temperamental e aterrorizou a ilha de Salamina, até que foi expulso por Eurylochus, no entanto foi recebido em Elêusis por Deméter o fez o seu que o fez seu sumo-sacerdote.[7]

Durante a Batalha de Salamina, um dragão apareceu entre os navios atenienses e um oráculo afirmou que se tratava de Cicreu. Um santuário foi construído na ilha de Salamina em sua gratidão.
Cicreu involveu-se com a ninfa Estilbe, e tornou-se pai de Chariclo, mulher de Quíron. Segundo Ferecides de Leros, Cicreu era o pai de Glauce, e Glauce e Acteu eram os pais de Telamon; em outras versões do mito, Telamon é filho de Éaco e Endeis. Após assassinar o seu irmão Foco, Telamon, junto com o seu irmão e cúmplice Peleu, foram expulsos por Éaco de Egina e Telamon refugiou-se na corte de Cicreu. Quando Cicreu morreu sem filhos, ele foi feito rei de Salamina. Já de acordo com Diodoro Sículo, Telamon, ao fugir de Egina, refugiou-se em Salamina, casou-se com Glauce, filha de Cicreu, e tornou-se rei de Salamina; após a morte de Glauce, Telamon casou-se com Eribeia de Atenas, filha de Alcatos, com quem teve Ájax.